# Nattens Madrigal - Aatte Hymne Til Ulven I Manden
Nattens Madrigal - Aatte Hymne Til Ulven I Manden (trad. Madrigale della notte - otto inni al lupo nell'uomo) è il terzo album del gruppo musicale norvegese Ulver, pubblicato nel 1997 dalla Century Black.

## Descrizione
Il disco va a completare la loro prima trilogia dedicata ad esplorare il folklore norvegese (l'album è cantato in danese antico). In questo caso si tratta di un concept album basato sulla divisione tra natura umana e natura animale (nella fattispecie in riferimento al lupo).
Con l'ennesimo cambio di direzione rispetto ai dischi precedenti, Nattens Madrigal è un album di puro black metal in stile norvegese. I suoni crudi e violenti rimandano a gruppi quali Darkthrone ed Immortal, ma è chiaro l'intento della band di creare un'atmosfera evocativa e selvaggia.
L'intero album è giocato, con l'unica eccezione di uno stacco acustico nel primo brano Hymn I - Of Wolf and Fear, su tempi velocissimi e riff scarni e minimali, ma che non perdono mai di vista l'elemento melodico che caratterizzava gli album precedenti.
Il basso, a differenza della maggior parte degli altri dischi black metal, viene sempre tenuto su ritmi molto lenti.
Come per gli album precedenti, la copertina è opera di Tania Stene, già creatrice di copertine di altri gruppi, fra i quali Burzum e Darkthrone.

## Tracce
1. Hymne I - Wolf And Fear – 6:16
2. Hymne II - Wolf And The Devil – 6:21
3. Hymne III - Wolf And Hatred – 4:48
4. Hymne IV - Wolf And Man – 5:21
5. Hymne V - Wolf And The Moon – 5:14
6. Hymne VI - Wolf And Passion – 5:48
7. Hymne VII - Wolf And Destiny – 5:32
8. Hymne VIII - Wolf And The Night – 4:38

## Formazione
- Kristoffer Rygg (accreditato come Garm) - voce
- Håvard Jørgensen (accreditato come Haavard) - chitarre
- Torbjørn Pedersen - chitarre
- Hugh Steven James Mingay (accreditato come Skoll) - basso
- Erik Olivier Lancelot (accreditato come AiwarikiaR) - batteria